# Adolf von Hildebrand

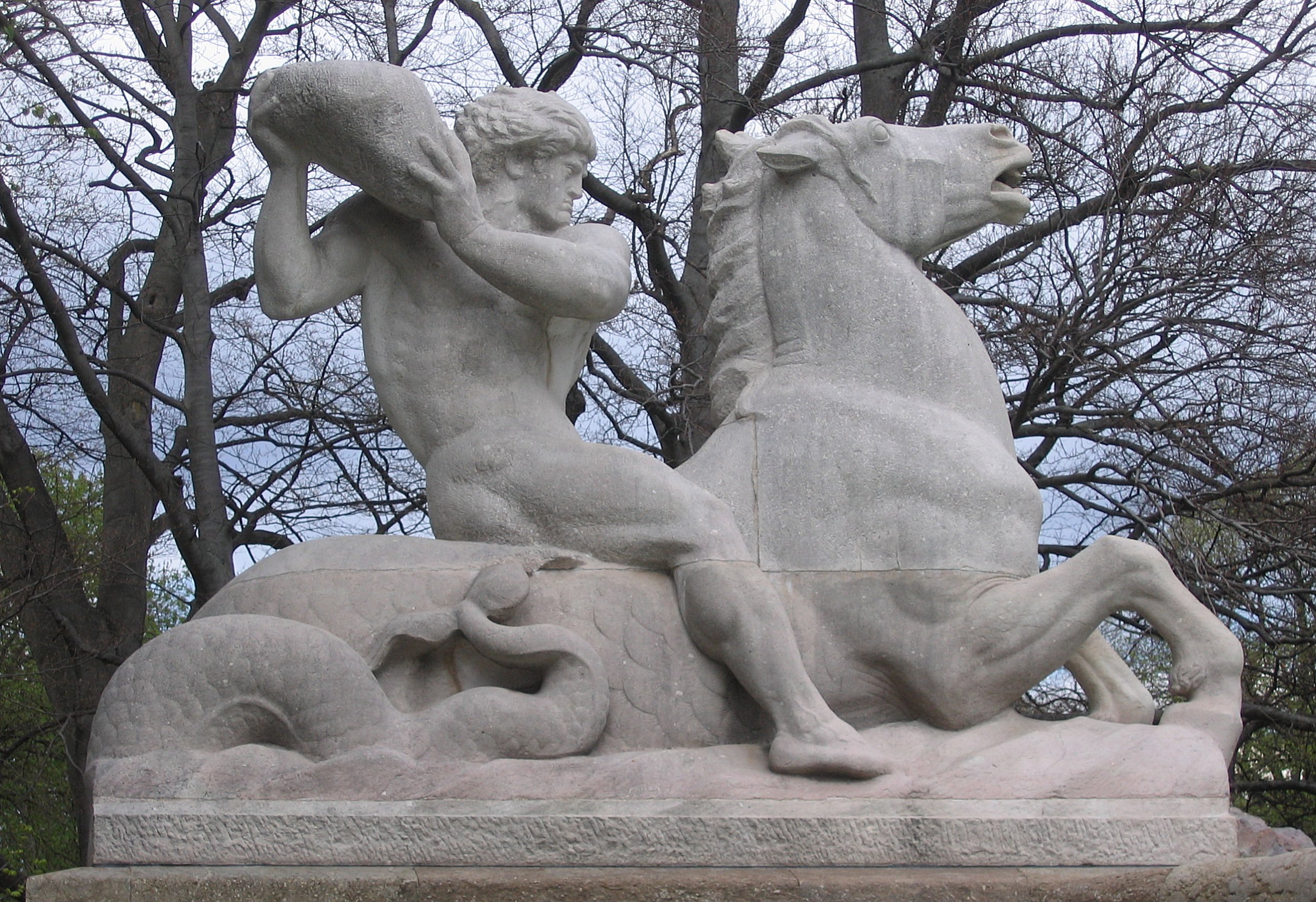
Skulptur i Wittelsbacher Brunnen i München.

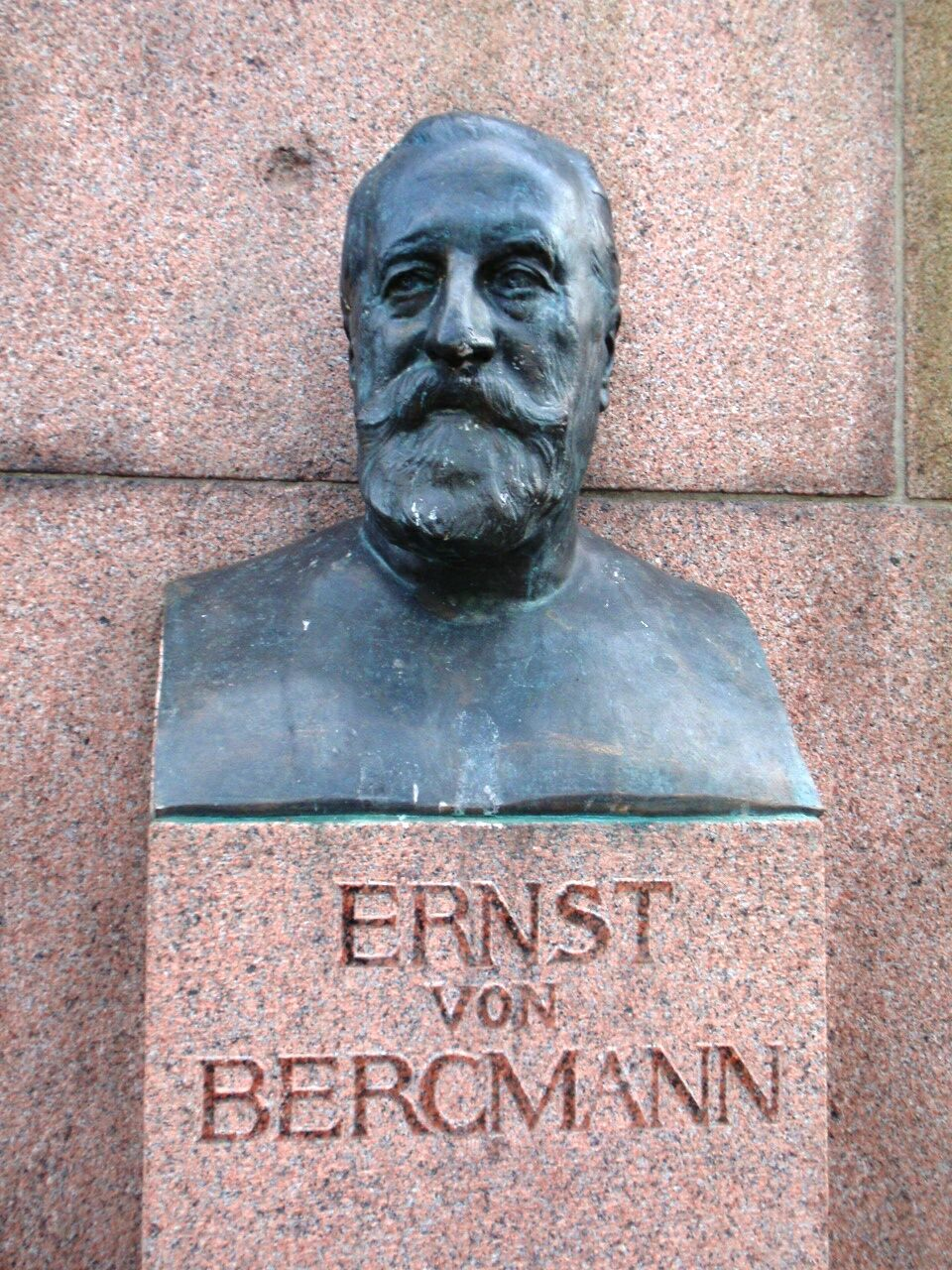
Byst över Ernst von Bergmann på Toomemägi i Tartu, Estland.

Adolf von Hildebrand, född 6 oktober 1847 i Marburg, död 18 januari 1921 i München, var en tysk skulptör. Han var son till Bruno Hildebrand och far till Dietrich von Hildebrand. 

## Biografi
von Hildebrand studerade i Nürnberg, München, Rom och Berlin. Han gjorde sig först känd genom porträttbyster, marmorstatyn Sovande herde och bronsbilden Drickande gosse. 
År 1874 slog han sig ned i Florens. Hans verk från de år, som nu följde, visar ett inflytande av antikstudium och av den florentinska 1400-talsskulpturen. Till dessa verk hör Adam (staty i marmor, 1878, Leipzigs museum), Vattenbärerska (brons), Naken ung man (marmor 1884, Nationalgalleriet, Berlin), Leda med svanen och många andra reliefer. 
von Hildebrand utförde en monumental brunn för ett salutorg i Jena 1892, den efter terrängen förträffligt anpassade Wittelsbachbrunnen i München, 1895, och en brunn med en staty av Fader Rhen i Strassburg 1902. Monumentet över Johannes Brahms i Meiningen tillkom 1899. Därefter följde monument över Kejsarinnan Friedrich med reliefen Kristi gravläggning (1904) i kyrkan i Kronberg vid Taunus.
Vidare tillkom i snabb följd prinsregenten Luitpolds ryttarstaty med arkitektonisk bakgrund framför Bayerisches Nationalmuseum i München (1907), en ryttarstaty av Otto von Bismarck i Bremen (modellen färdig 1908) och den stämningsfulla Hubertusbrunnen i München (1907). Bland mindre verk från hans senare år märks statyerna Luna (marmor), Bollkastare (ett motiv, som han flera gånger varierat), Merkurius (brons, 1900), Kvinnobyst (marmor 1905, Glyptoteket i München). 
Nationalgalleriet i Berlin äger flera porträttbyster av hans hand – bland annat byst i brons av Arnold Böcklin (1898). Våren 1909 
mottog han en beställning på ett Schillermonument för Stadtpark i Nürnberg. 
von Hildebrand utförde även medaljer och plaketter, målade i olja och akvarell och var en kvick karikatyrtecknare. Som författare uppträdde han 1893 med broschyren Problem der form in der bildenden kunst (4:e upplagan 1903).  
von Hildebrand hade namn om sig som Tysklands främste skulptör bland de samtida. I hans alstring torde hans nakna bilder vara de mest betydande. Slutna inom sig själva, uttrycker de en enhetlig karaktär med yttre och inre jämvikt och med betonande framförallt av det typiska, det väsentliga i formen. 
von Hildebrand var mot slutet av sitt liv professor i München, men hade också kvar sin ateljé i Florens. Han blev 1911 hedersdoktoringenjör och upphöjdes 1913 i ärftligt adligt stånd.

## Utmärkelser
- 1913–1914: Villa Massimo